# Canellaceae
Canellaceae is een botanische naam, voor een familie van bedektzadigen. Een familie onder deze naam wordt de laatste decennia algemeen erkend door systemen voor plantentaxonomie, en zo ook door het APG-systeem (1998) en het APG II-systeem (2003).
APG I plaatst de familie niet in een orde, maar APG II plaatst haar in de orde Canellales. Het Cronquist-systeem (1981) plaatste haar in de orde Magnoliales.
Het gaat om een kleine familie van één à anderhalf dozijn soorten: dit zijn altijdgroene bomen of struiken, in tropische gebieden.

## Geslachten
- Canella
- Cinnamodendron
- Cinnamosma
- Pleodendron
- Warburgia